# Turistická značená trasa 1014
 Turistická značená trasa 1014 je 33 km dlouhá modře značená trasa Klubu českých turistů v okrese Praha-západ a Beroun. Vede z Dobřichovic lesy brdských Hřebenů do Haloun a dále přes Liteň, Tetín a Beroun k vrchu a rozhledně Děd.

## Průběh trasy
Trasa začíná u železniční stanice v Dobřichovicích. Zpočátku vede přibližně 600 metrů po zastavěném území Dobřichovic a postupně stoupá směrem k lesům brdských Hřebenů. Poté trasa přibližně 11 km vede po území přírodního parku Hřebeny, a mimo jiné od ní vedou odbočky k dvou vyhlídkovým místům (Hvíždinec a Babka). Po opuštění Hřebenů se trasa dostává na území okres Beronu a vede skrze vesnice Halouny, Svinaře, městys Liteň, vesnice Korno a Tetín do Berouna. V Berouně prochází kolem železniční stanice a náměstí a směřuje za město na kopec Děd, kde končí.
| km   | místo                  | navazující a křižující trasy |
| ---- | ---------------------- | ---------------------------- |
| 0    | Dobřichovice (žst)     | 3047                         |
| 3    | Hvíždinec (vyhl.,odb.) |                              |
| 4    | U Šraňku (rozc.)       | 0021 6037                    |
| 4    | U Trojáku (rozc.)      | 0021                         |
| 7.5  | Řevnický les (rozc.)   | 3048 6150                    |
| 8.5  | Pod Strážným           | 3048                         |
| 9.5  | Babka (odb.)           |                              |
| 0.4  | Na vyhlídku            |                              |
| 11   | Pod jezírkem           | 6150                         |
| 11.5 | Jezírko                | 6150                         |
| 13   | Halouny                | 3049 6041                    |
| 14.5 | Svinaře                |                              |
| 17.5 | Liteň (žst)            | 3051                         |
| 18   | Liteň                  |                              |
| 20.5 | Korno                  |                              |
| 22   | Kodská jeskyně (odb.)  |                              |
| 0.2  | Kodská jeskyně         |                              |
| 22.5 | Koda horní rozcestí    | 6042                         |
| 23   | Koda dolní rozcestí    | 6042                         |
| 24.5 | Kodské polesí          | 3051                         |
| 25.5 | Tetín                  |                              |
| 0.2  | Tetín (hradiště)       |                              |
| 28.5 | Beroun (žst)           | 0001 3111                    |
| 29   | Beroun (nám.)          | 0001                         |
| 31   | U studánky (kaple)     | 6120                         |
| 33   | Děd (rozhledna)        | 3103                         |